# Кућа Стаменке Живковић у Малом Градишту
Кућа Стаменке Живковић у Малом Градишту, у засеоку Кут (општина Мало Црниће) подигнута је у другој половини 19. века. Стара кућа Живковића је типичан представник српске троделне куће са малим тремом и као непокретно културно добро представља споменик културе.

## Изглед куће
Кућа је правоугаоне основе, димензија 8,10x4,50 метара. Зидана је у бондручној конструкцији са испуном од чатме, а затим са обе стране олепљена блатом и прекречена. Темељ је од необрађеног камена и на њега належу храстове греде темељаче, које су на угловима спојене учепљењем. Таваница је у „кући“, великој соби и на трему од шашовца, док је у мањој соби од коленика које су олепљене блатом и окречене. Подови су од набијене земље. Кров је четвороводни, а кровни покривач је ћерамида.
Организација простора заснована је на традиционалном начину распореда просторија са централном просторијом тзв. „кућом“ и две собе. На јужној страни куће налази се увучен централни трем са једним стубом без профилације. Испод трема су два улаза, један за „кућу“ из које се улази у велику собу и други улаз у мању собу. Опремљеност просторија предметима традиционалне и материјалне културе употпуњавају споменичке вредности старе ове куће.